# Kurt Sandner
Kurt Sandner (* 5. August 1910 in Kitzbühel; † nach 1968) war ein österreichisch-deutscher Schriftsteller.
Sandner studierte an der Universität Innsbruck und der Wiener Universität Philosophie, Psychologie und Physik. Ab Mitte der 1930er betätigte er sich als Schriftsteller und war zeitweise Bergführer in der Region um Innsbruck. Während des Dollfußregimes wanderte Sandner nach Berlin aus. Dort lebte er nach dem Zweiten Weltkrieg im Westteil der Stadt. Seine Werke veröffentlichte er in der DDR, hauptsächlich im Verlag der Nation.

## Werke
- Kampf mit einem Schatten. Der Neue Geist Verlag, Berlin 1948
- Am Rande des Lebens. 7 Erzählungen. Steiner & Linke, Potsdam 1949
- Nacht ohne Gnade. Verlag der Nation, Berlin 1958
- Signal aus dem Weltall. Verlag der Nation, Berlin 1960
- Österreich – Alpenland im Wetterwinkel. Verlag der Nation, Berlin 1962
- Der Fluch von Santa Maria, 3 Erzählungen, ebenfalls enthalten: Finsternis und Feuer und Der Italiener, Verlag der Nation, Berlin 1968

## Adaptionen

### Hörspiel
- 1958: Nacht ohne Gnade – Regie: Werner Grunow (Rundfunk der DDR)

### Film
- 1962: Nacht ohne Gnade (russ.: Noch bez miloserdiya) – Regie: Alexander Michailowitsch Fainzimmer[2]